# Lady Lake
Lady Lake är en stad (town) i Lake County, i delstaten Florida, USA. Enligt United States Census Bureau har staden en folkmängd på 14 111 invånare (2011) och en landarea på 20,9 km².